# Рустамова, Кумрихон
Кумрихон Рустамова (узб. Qumrixon Rustamova; 1928 год, Сталинский район, Андижанская область) — хлопковод, звеньевая колхоза имени Кирова Сталинского района, Андижанская область, Узбекская ССР. Герой Социалистического Труда (1957). Депутат Верховного Совета Узбекской ССР 4-5 созывов.

## Биография
Родилась в 1928 году в крестьянской семье в одном из сельских населённых пунктов современного Шахриханского района. Окончила местную сельскую школу. С 1950 года — рядовая колхозница, звеньевая хлопководческого звена, бригадир колхоза имени Кирова Сталинского района.
В 1956 году звено под её руководством собрало ручным способом в среднем с каждого гектара по 50,3 центнера хлопка-сырца. Сама собрала вручную 37,5 центнера хлопка-сырца. Указом Президиума Верховного Совета СССР «О присвоении звания Героя Социалистического Труда колхозникам, колхозницам, работникам машинно-тракторных станций, совхозов, партийным и советским работникам Узбекской ССР» от 11 января 1957 года удостоена звания Героя Социалистического Труда за «выдающиеся успехи, достигнутые в деле развития советского хлопководства, широкое применение достижений науки и передового опыта в возделывании хлопчатника и получение высоких и устойчивых урожаев хлопка-сырца» с вручением ордена Ленина и золотой медали «Серп и Молот».
В 1961 году назначена бригадиром хлопководческой бригады в этом же колхозе. В 1972 году избрана председателем родного колхоза.
Избиралась депутатом Верховного Совета Узбекской ССР 4-5 созывов (1955—1962), делегатом III Всесоюзного съезда колхозников.